# ウィリアム・シェパード・ベンソン
ウィリアム・シェパード・ベンソン（William Shepherd Benson 、1855年9月25日 - 1932年5月20日）は、アメリカ合衆国の軍人、海軍大将。初代海軍作戦部長を務めた。
ベンソンはジョージア州マコンで生まれて、1877年にアメリカ海軍兵学校を卒業した。彼の初期の海上勤務は1880年代に哨戒砲艦ドルフィン(USS Dolphin, PG-24)で行った世界巡航が含まれた。さらに彼は海岸調査および水路学の任務において活動的で、海軍兵学校の教官を務め、軽巡洋艦オールバニー(USS Albany, CL-23)の艦長、艦隊指揮官の補佐やその他の職を務めた。
1909年に大佐に昇進して太平洋艦隊参謀長となり、1911年には戦艦ユタ(USS Utah, BB-31)の最初の艦長に就任した。彼は1913年から15年までフィラデルフィア海軍造船所の司令官を務め、この間に海軍少将へ昇進、初代海軍作戦部長(Chief of Naval Operations, CNO)に就任した。
ベンソンは海軍作戦部長職の機能を定義し、カリブ海、中南米へのアメリカ合衆国の干渉およびヨーロッパでの戦争危機、海軍省内部が緊張していた期間に海軍力を増強することに大きく関与した。1916年に海軍大将に昇進し、アメリカ合衆国が1917年4月に第一次世界大戦に参戦すると、彼の責任は非常に拡大した。次の一年半にわたって、彼はヨーロッパ海域への展開とフランスへの陸軍の輸送といった海軍活動の拡大を監督した。1918年11月の休戦後、彼はフランスで開催された長い和平交渉に参加した。
ベンソンは1919年9月に海軍を退役した。その後十年以上にわたって彼はアメリカ海運委員会において活動した。ウィリアム・S・ベンソン提督はワシントンD.C.で死去した
駆逐艦ベンソン(USS Benson, DD-421)および兵員輸送艦アドミラル・W・S・ベンソン(USS Admiral W. S. Benson, AP-120)は、彼に因んで命名された。